# 佐竹功年
佐竹 功年（さたけ かつとし、1983年10月14日 - ）は、香川県出身の元社会人野球選手（投手）。右投右打。愛称は「ミスター社会人野球」。

## 来歴
香川県小豆島出身。
香川県立土庄高等学校では2年夏からエース。3年夏は県大会ベスト16に終わり、甲子園出場実績は無し。
早稲田大学では通算27試合に登板し、4勝4敗、防御率1.80の成績を残したが、NPBからのドラフト指名はなかった。大学での3学年上に和田毅、2学年上に鳥谷敬、青木宣親、比嘉寿光、由田慎太郎、1学年上に田中浩康、同級生に武内晋一、越智大祐がいる。
大学を卒業した2006年にトヨタ自動車に入社し野球部に入部。入社後からコンスタントに登板しているが、20代後半になってからその能力を本格的に発揮する。
2014年、西濃運輸の補強選手として出場した第85回都市対抗野球大会において優勝メンバーとなり、優秀選手賞を受賞。9月に開催された第17回アジア競技大会に30歳にして日本代表に初招集された。
2016年、第87回都市対抗野球大会において、4試合に登板し4勝、30回を投げ36奪三振1失点という完璧な成績でチームを初優勝に導き、橋戸賞に輝いた。
2023年、第19回アジア競技大会に39歳にして3大会連続で日本代表に選出され、3試合に登板。中国戦で投じた一球が国際映像の球速表示では152km/hを計測した。
2024年1月26日、トヨタ自動車の自社メディア「トヨタイムズスポーツ」のオンライン配信に出演し、7月に開催予定の第95回都市対抗野球大会をもって現役を引退することを発表した。
2025年からはトヨタ自動車硬式野球部の副部長としてチームを支える。

## 選手としての特徴
身長169cmと小柄ながら、20代の頃は150km/h台の速球を投げ、30代後半となりスピードは若干落ちたが、ボールの勢いは衰えていない。独特のテイクバックの小さい投球フォームから両サイドを突くコントロールのレベルも高い、2010年代の社会人野球界を代表する投手。
佐竹の入部後にトヨタ自動車は都市対抗野球大会に2回優勝、社会人野球日本選手権大会に6回優勝しており、30代後半でも登板を続け、トヨタ投手陣の大黒柱として長年チームを支えている。

## 主な表彰・タイトル
- 第87回都市対抗野球大会 橋戸賞（2016年）
- 第90回都市対抗野球大会 久慈賞（2019年）
- 都市対抗野球大会 優秀選手賞（投手部門）4回（2014年、2015年、2016年、2019年）
- 都市対抗野球大会10年連続出場（2021年）
- 第40回社会人野球日本選手権大会 最高殊勲選手（2014年）
- 社会人野球日本選手権大会 優秀賞（投手部門）5回（2010年、2012年、2014年、2016年、2017年）[12]
- 社会人ベストナイン 投手部門　2回（2014年、2016年）
- 最多勝利投手賞　2回（2014年、2016年）

## 日本代表キャリア
- 第17回 アジア競技大会（2014年）[13]
- 第27回 BFA アジア選手権（2015年）[13]
- 第28回 BFA アジア選手権（2017年）[13]
- 第18回 アジア競技大会（2018年）[13]
- 第29回 BFA アジア選手権（2019年）[13]
- FIBT-YOSHIDA CHALLENGE（2019年）[13]
- 第19回 アジア競技大会（2023年）[14]